# Chionographis hisauchiana
Chionographis hisauchiana är en nysrotsväxtart som först beskrevs av Shunki Okuyama, och fick sitt nu gällande namn av Noriyuki Tanaka. Chionographis hisauchiana ingår i släktet Chionographis och familjen nysrotsväxter.

## Underarter
Arten delas in i följande underarter:
- C. h. hisauchiana
- C. h. kurohimensis
- C. h. minoensis